# Blymhill and Weston-under-Lizard
Blymhill and Weston-under-Lizard är en civil parish i Storbritannien.   Den ligger i grevskapet Staffordshire och riksdelen England, i den södra delen av landet, 200 km nordväst om huvudstaden London. Antalet invånare är 654. Arean är 27,3 kvadratkilometer.
Terrängen i Blymhill and Weston-under-Lizard är platt.